# 1961년 일본 프로 야구 올스타전
1961년 일본 프로 야구 올스타전은 1961년 7월 18일과 7월 19일에 열린 일본 프로 야구의 올스타전 경기이다.

## 출장 선수
| 센트럴 리그 | 센트럴 리그       | 센트럴 리그 | 센트럴 리그 |
| ----------- | ----------------- | ----------- | ----------- |
| 감독        | 미하라 오사무     | 다이요      |             |
| 코치        | 스나오시 구니노부 | 고쿠테쓰    |             |
| 코치        | 노닌 다카미       | 주니치      |             |
| 코치        | 후지모토 사다요시 | 한신        |             |
| 투수        | 가네다 마사이치   | 고쿠테쓰    | 11          |
| 투수        | 기타가와 요시오   | 고쿠테쓰    | 2           |
| 투수        | 호리모토 리쓰오   | 요미우리    | 2           |
| 투수        | 아키야마 노보루   | 다이요      | 6           |
| 투수        | 히로세 마사히코   | 히로시마    | 첫 출장     |
| 투수        | 모리타키 요시미   | 고쿠테쓰    | 첫 출장     |
| 투수        | 이토 요시아키     | 요미우리    | 첫 출장     |
| 투수        | 니시오 시게타카   | 주니치      | 첫 출장     |
| 투수        | 무라야마 미노루   | 한신        | 3           |
| 투수        | 시마다 겐타로     | 다이요      | 2           |
| 투수        | 곤도 히로시       | 주니치      | 첫 출장     |
| 포수        | 모리 마사히코     | 요미우리    | 2           |
| 포수        | 네고로 히로미쓰   | 고쿠테쓰    | 첫 출장     |
| 포수        | 도이 기요시       | 다이요      | 6           |
| 1루수       | 오 사다하루       | 요미우리    | 2           |
| 2루수       | 쓰치야 마사타카   | 고쿠테쓰    | 첫 출장     |
| 3루수       | 나가시마 시게오   | 요미우리    | 4           |
| 유격수      | 요시다 요시오     | 한신        | 8           |
| 내야수      | 에토 신이치       | 주니치      | 2           |
| 내야수      | 구와타 다케시     | 다이요      | 3           |
| 외야수      | 다카바야시 쓰네오 | 요미우리    | 첫 출장     |
| 외야수      | 모리 도루         | 주니치      | 3           |
| 외야수      | 곤도 가즈히코     | 다이요      | 2           |
| 외야수      | 구니마쓰 아키라   | 요미우리    | 첫 출장     |
| 외야수      | 마치다 유키히코   | 고쿠테쓰    | 3           |

| 퍼시픽 리그 | 퍼시픽 리그       | 퍼시픽 리그 | 퍼시픽 리그 |
| ----------- | ----------------- | ----------- | ----------- |
| 감독        | 쓰루오카 가즈토   | 난카이      |             |
| 코치        | 가와사키 도쿠지   | 니시테쓰    |             |
| 코치        | 미즈하라 시게루   | 도에이      |             |
| 투수        | 이나오 가즈히사   | 니시테쓰    | 4           |
| 투수        | 구보타 오사무     | 도에이      | 첫 출장     |
| 투수        | 스기우라 다다시   | 난카이      | 4           |
| 투수        | 도바시 마사유키   | 도에이      | 4           |
| 투수        | G. 미킨스         | 긴테쓰      | 2           |
| 투수        | 오노 쇼이치       | 다이마이    | 4           |
| 투수        | 가지모토 다카오   | 한큐        | 6           |
| 투수        | 미나가와 무쓰오   | 난카이      | 2           |
| 포수        | 노무라 가쓰야     | 난카이      | 5           |
| 포수        | 와다 히로미       | 니시테쓰    | 4           |
| 포수        | 안도 준조         | 도에이      | 첫 출장     |
| 1루수       | 에노모토 기하치   | 다이마이    | 7           |
| 2루수       | 오기 아키라       | 니시테쓰    | 첫 출장     |
| 3루수       | 나카니시 후토시   | 니시테쓰    | 7           |
| 유격수      | 도요다 야스미쓰   | 니시테쓰    | 7           |
| 내야수      | J. 블룸           | 긴테쓰      | 첫 출장     |
| 내야수      | 고다마 아키토시   | 긴테쓰      | 5           |
| 내야수      | 히로세 요시노리   | 난카이      | 4           |
| 내야수      | 사이온지 아키오▲  | 도에이      | 2           |
| 외야수      | 야마우치 가즈히로 | 다이마이    | 8           |
| 외야수      | 하리모토 이사오   | 도에이      | 2           |
| 외야수      | 스기야마 고헤이   | 난카이      | 3           |
| 외야수      | 다미야 겐지로     | 다이마이    | 7           |
| 외야수      | 부스지마 쇼이치   | 도에이      | 5           |
| 외야수      | 다카쿠라 데루유키 | 니시테쓰    | 4           |
| 외야수      | 다나카 구스오     | 니시테쓰    | 첫 출장     |

- 굵은 글씨는 팬 투표로 선출된 선수, ▲는 출장 사퇴 선수 발생에 의한 보충 선수.
  - 히로세(히로시마), 미나가와(난카이), 니시오(주니치), 시마다(다이요) 등은 2경기 모두 출전 기회가 없었다.[2]

## 올스타전 경기 결과

### 1차전

#### 스코어
| 팀 | 1 | 2 | 3 | 4 | 5 | 6 | 7 | 8 | 9 | R | H | E |
| 퍼시픽 | 0 | 0 | 0 | 3 | 0 | 0 | 0 | 0 | 0 | 3 | 7 | 1 |
| 센트럴 | 0 | 0 | 0 | 0 | 0 | 0 | 0 | 0 | 0 | 0 | 3 | 1 |
| 승리 투수: 스기우라 다다시(난카이) 패전 투수: 모리타키 요시미(고쿠테쓰) 홈런: 퍼시픽 – 히로세 요시노리(난카이·4회 3점) |   |   |   |   |   |   |   |   |   |   |   |   |

#### 출장 선수
| 퍼시픽 | 퍼시픽 | 퍼시픽            |
| 타순   | 수비   | 선수              |
| ------ | ------ | ----------------- |
| 1      | (一)   | 에노모토 기하치   |
| 2      | (중)   | 다미야 겐지로     |
| 3      | (三)   | 나카니시 후토시   |
| 4      | (좌)   | 야마우치 가즈히로 |
| 5      | (우)   | 하리모토 이사오   |
| 6      | (포)   | 노무라 가쓰야     |
| 7      | (유)   | 히로세 요시노리   |
| 8      | (二)   | J. 블룸           |
| 9      | (투)   | 스기우라 다다시   |

| 센트럴 | 센트럴 | 센트럴          |
| 타순   | 수비   | 선수            |
| ------ | ------ | --------------- |
| 1      | (二)   | 쓰치야 마사타카 |
| 2      | (좌)   | 곤도 가즈히코   |
| 3      | (우)   | 모리 도루       |
| 4      | (유)   | 나가시마 시게오 |
| 5      | (一)   | 오 사다하루     |
| 6      | (三)   | 구와타 다케시   |
| 7      | (중)   | 구니마쓰 아키라 |
| 8      | (포)   | 네고로 히로미쓰 |
| 9      | (투)   | 기타가와 요시오 |

#### 수상 선수
MVP
- 히로세 요시노리(난카이)

### 2차전

#### 스코어
| 팀                                                                    | 1 | 2 | 3 | 4 | 5 | 6 | 7 | 8 | 9 | R | H  | E |
| 퍼시픽                                                                | 0 | 0 | 2 | 1 | 0 | 1 | 0 | 0 | 0 | 4 | 10 | 1 |
| 센트럴                                                                | 2 | 0 | 0 | 0 | 0 | 0 | 0 | 0 | 0 | 2 | 7  | 4 |
| 승리 투수: 구보타 오사무(도에이) 패전 투수: 가네다 마사이치(고쿠테쓰) |   |   |   |   |   |   |   |   |   |   |    |   |

#### 출장 선수
| 퍼시픽 | 퍼시픽 | 퍼시픽            |
| 타순   | 수비   | 선수              |
| ------ | ------ | ----------------- |
| 1      | (一)   | 에노모토 기하치   |
| 2      | (중)   | 다미야 겐지로     |
| 3      | (우)   | 하리모토 이사오   |
| 4      | (좌)   | 야마우치 가즈히로 |
| 5      | (三)   | 나카니시 후토시   |
| 6      | (포)   | 노무라 가쓰야     |
| 7      | (유)   | 히로세 요시노리   |
| 8      | (二)   | 오기 아키라       |
| 9      | (투)   | 가지모토 다카오   |

| 센트럴 | 센트럴 | 센트럴          |
| 타순   | 수비   | 선수            |
| ------ | ------ | --------------- |
| 1      | (유)   | 요시다 요시오   |
| 2      | (중)   | 곤도 가즈히코   |
| 3      | (一)   | 에토 신이치     |
| 4      | (三)   | 나가시마 시게오 |
| 5      | (우)   | 모리 도루       |
| 6      | (二)   | 쓰치야 마사타카 |
| 7      | (좌)   | 마치다 유키히코 |
| 8      | (포)   | 네고로 히로미쓰 |
| 9      | (투)   | 무라야마 미노루 |

#### 수상 선수
MVP
- 다미야 겐지로(다이마이)

## 같이 보기
- 일본 야구 기구
- 일본 프로 야구 올스타전